# 수죽 정공 신도비
수죽 정공 신도비(水竹 鄭公 神道碑)는 조선 중기의 문신 정창연의 신도비이다. 효종 6년(1655년)에 건립되었는데, 현재 동래 정씨(東萊 鄭氏) 임당공(林塘公) 묘역 아래쪽에 위치한다. 이곳은 정창연의 부친 임당 정유길(鄭惟吉)의 신도비(1646년)와 아들 제곡(濟谷) 정광성(鄭廣成)의 신도비(1657년)가 함께 세워져 있어 일가의 역사를 살필 수 있다.
비는 화강암제 대좌(臺座) 위에 비신(碑身)과 이수( 首)를 한 덩어리의 백일석으로 만들어 얹었다. 대좌에 새긴 기린과 쌍룡을 새긴 이수의 조각이 우수한데, 모두 임당정공신도비를 따랐다. 비문은 아들 정광성의 친우 영중추부사 이경여(李敬輿, 1585∼1657)가 지었고, 글씨는 우의정 심지원이 썼으며, "左議政鄭公神道碑銘"이란 머리전서[頭篆]는 이조참판을 지낸 여이징이 썼다. 비문에는 고조부 정난종(鄭蘭宗), 조부 정광필(鄭光弼), 부친 정유길 등 조상들의 약력과 선조·광해군·인조 때에 봉사했던 정창언의 행력과 인품이 기록되고 있으며 말미에 명문(銘文)이 새겨있다.